# Železniční zářez (přírodní památka)
Železniční zářez je přírodní památka v katastrálním území Praha 5 – Hlubočepy u železniční trati Praha – Rudná u Prahy – Beroun v nadmořské výšce 200 až 230 m. Často je sem zahrnuta i oblast u trati Praha-Smíchov – Hostivice a tedy jejich křížení, ovšem to už leží mimo hranici vyhlášeného chráněného území (nachází se na jihu ochranného pásma zvláště chráněného území). V souvislosti s terénními úpravami při výstavbě železniční trati ve druhé polovině 19. století tu byl odkryt geologický profil, který je v současné době ohrožen převážně sukcesí nepůvodních druhů dřevin. Ten se zároveň stal studijním profilem a paleontologickou typovou lokalitou díky dobře pozorovatelné stratigrafii a častým nálezům fosilií převážně suchozemských rostlin včetně jedné z nejhojnějších devonských fosilií na území České republiky Protopteridium hostinense.

## Důvod ochrany

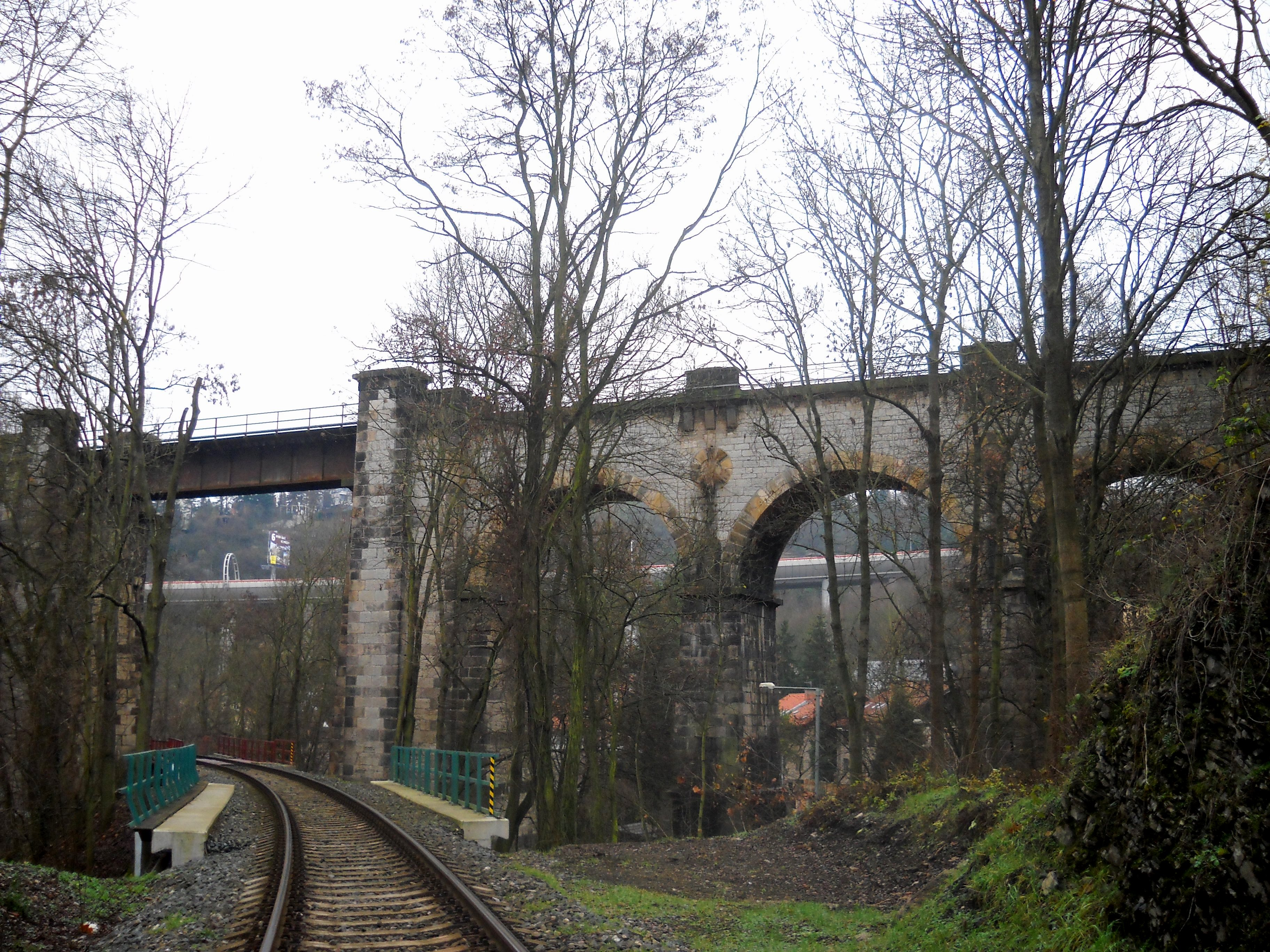
Pohled z železničního zářezu na tzv. Pražský Semmering a křížení tratí

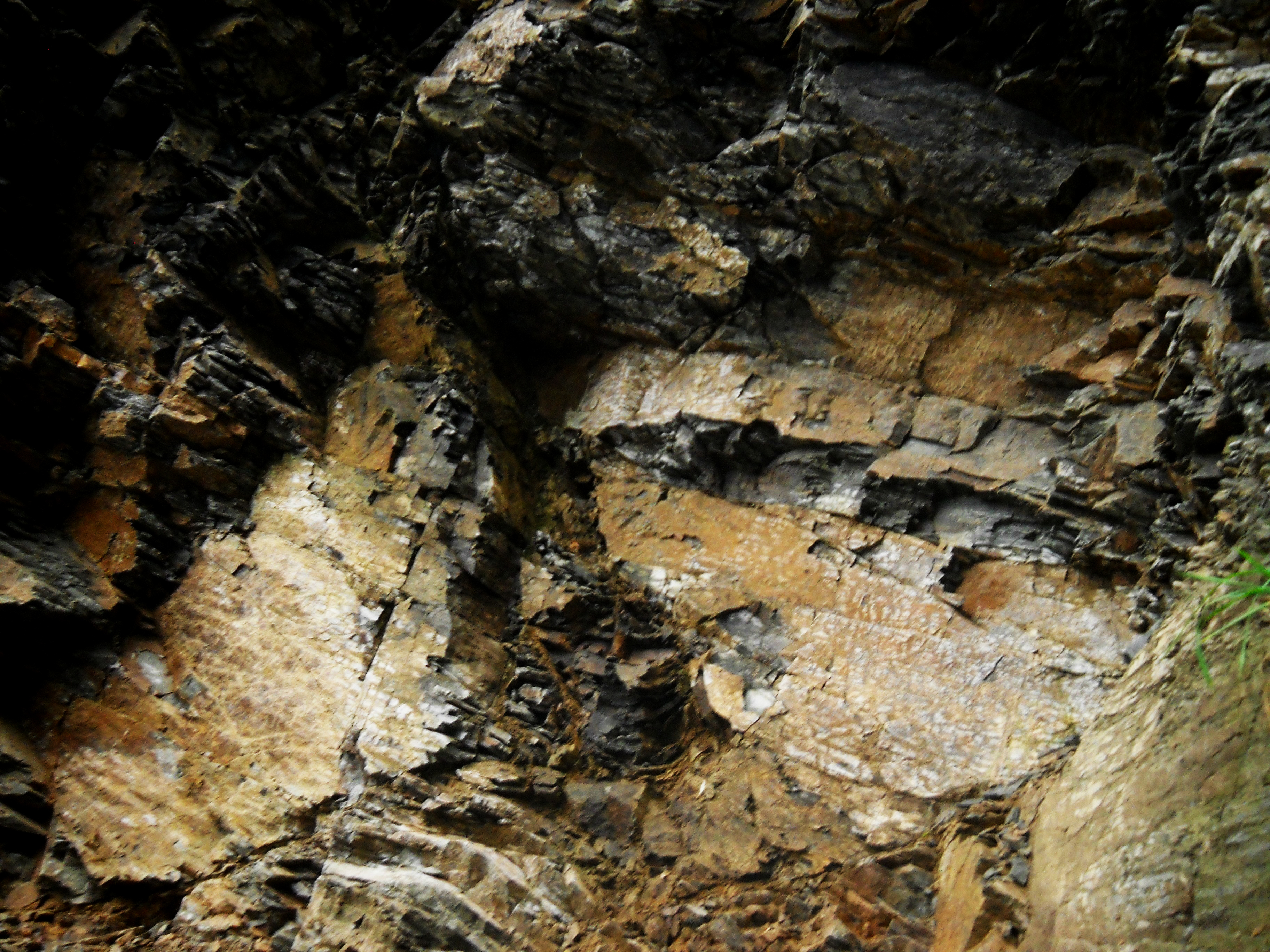
Pohled na odkrytý geologický profil

Lokalita byla vyhlášena chráněným územím vyhláškou č. 5/1988 Národního výboru hlavního města Prahy s platností od 1. září 1988. Hlavním důvodem vyhlášení a ochrany území je významné naleziště fosilní fauny a flóry na dobře viditelné geologické hranici mezi chotečským (eifel) a srbským (givet) souvrstvím středního devonu. Na jižní části západní stěny železniční trati na Rudnou je možné vidět nejstarší horniny, a to tmavě šedé vápence s radiolarity nejvyšších poloh chotečského souvrství. Poté můžeme vidět souvrství srbské, tvořené vrstevnatými tmavými břidlicemi a živičným vápencem jen s chudou faunou. Dále nasedá vrstva břidlic rozpadavých a drcených, ve kterých se nachází zbytky mlžů. Nad ní je vrstva vápenců s goniatity a dalšími mlži. Nadloží tvoří břidlice s přibývajícím pískovcem, ve kterých se opět vyskytují goniatiti a mlži a také makroskopické zbytky flóry. Je zde snaha o zachování těchto geologických objektů pro možnosti dalšího studia. Dalším důvodem je poměrně hojný výskyt ohrožené kostřavy walliské (Festuca valesiaca).

## Přírodní podmínky
Území je součástí geomorfologické jednotky Pražská plošina a spadá do mírně teplé klimatické oblasti T2.

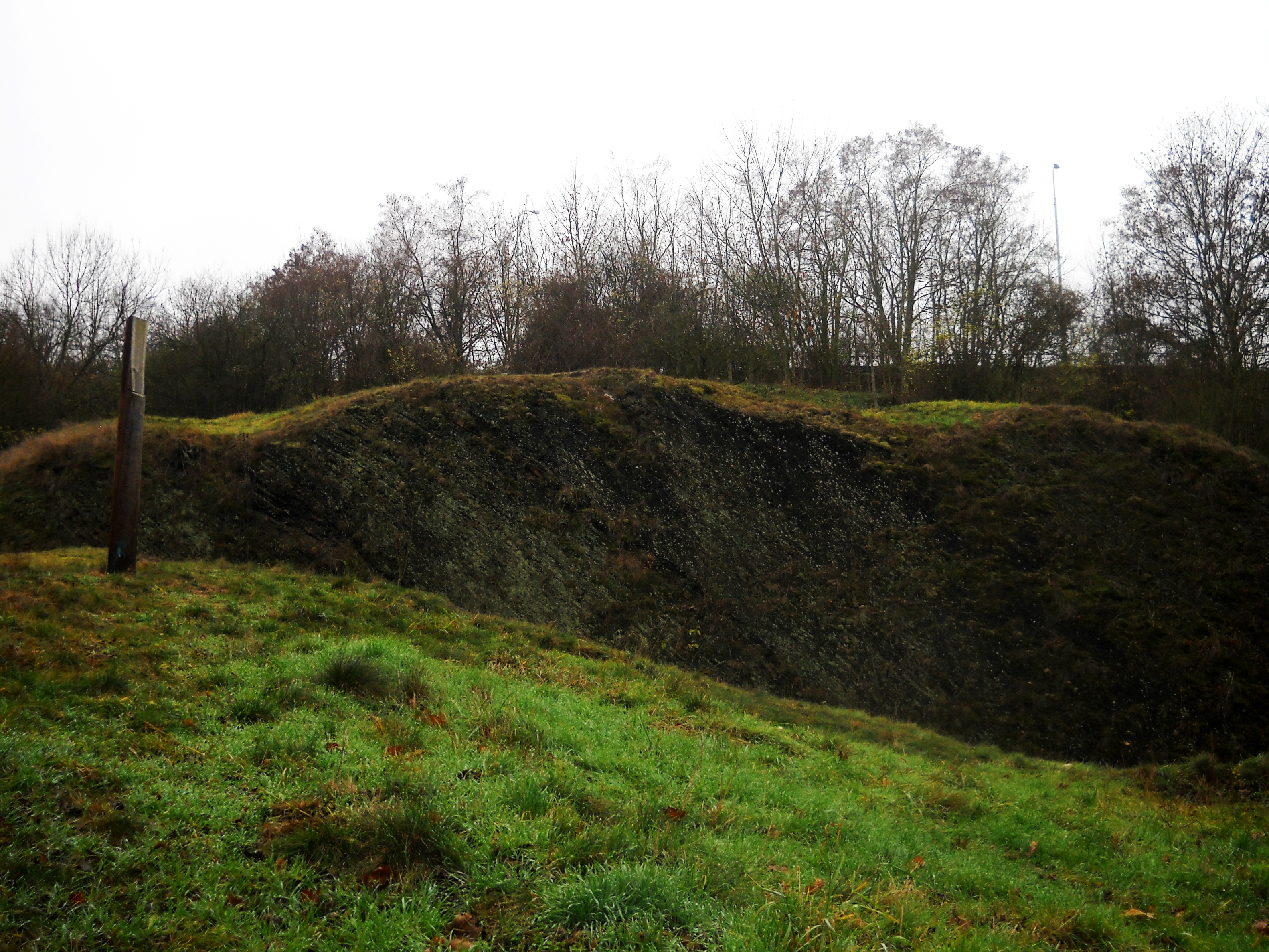
Vrcholky skal s xerotermními trávníky

### Flora
Na jílovitých břidlicích se zde vyskytují nízké porosty např. mateřídoušky časné (Thymus praecox), kostřavy walliské (Festuca valesiaca), kostřavy žlábkaté (Festuca rupicola), tolice srpovité (Medicago falcata), čičorky pestré (Securigera varia), vousatky prstnaté (Bothriochloa ischaemum) a rozchodníků (rod Sedum). Na vápencových svazích se vyskytovaly nálety trnovníku akátu (Robinia pseudoacacia) a bezu černého (Sambucus nigra) s hustými porosty trnky obecné (Prunus spinosa). Současná ochrana se snaží o vymýcení těchto druhů a opětovné navrácení původních teplomilných druhů, které se vyskytují v okolním Prokopském údolí. Zbytky xerotermních trávníků s dominancí trsnatých úzkolistých trav a ostřic (rod Carex) se zde vyskytují na přibližných 15% celkové plochy.

### Fauna
Fauna na tomto území není příliš bohatá. Z živočišných druhů se zde mimo jiné vyskytuje střevlík (čeleď Carabidae), teplomilné druhy měkkýšů (kmen Mollusca), a uvádí se také výskyt saranče modrokřídlé (Oedipoda caerulescens). Lokalita je ovšem velmi cenná pro výskyt motýlů, bylo zde pozorováno bezmála 500 druhů včetně druhů označovaných za indikátory zachovalosti biotopů I. stupně, jako jsou pouzdrovníček tolicový (Coleophora vicinella), obaleč máčkový (Aethes Magellana) a kovolesklec tolitový (Abrostola asclepiadis). Dále pak mnoho indikátorů II. stupně, mezi které patří např. člunkovec hajní (Ypsolopha mucronella), podkopníček (Leucoptera lotella), plochuška seselová (Agonopterix hippomarathri), vřetenuška čičorková (Zygaena ephialtes) a další. V minulosti zde dlouhá léta hnízdil bělořit šedý (Oenanthe oenanthe), ovšem o profesionálním zoologickém mapování v současnosti nejsou zmínky.

## Turistika

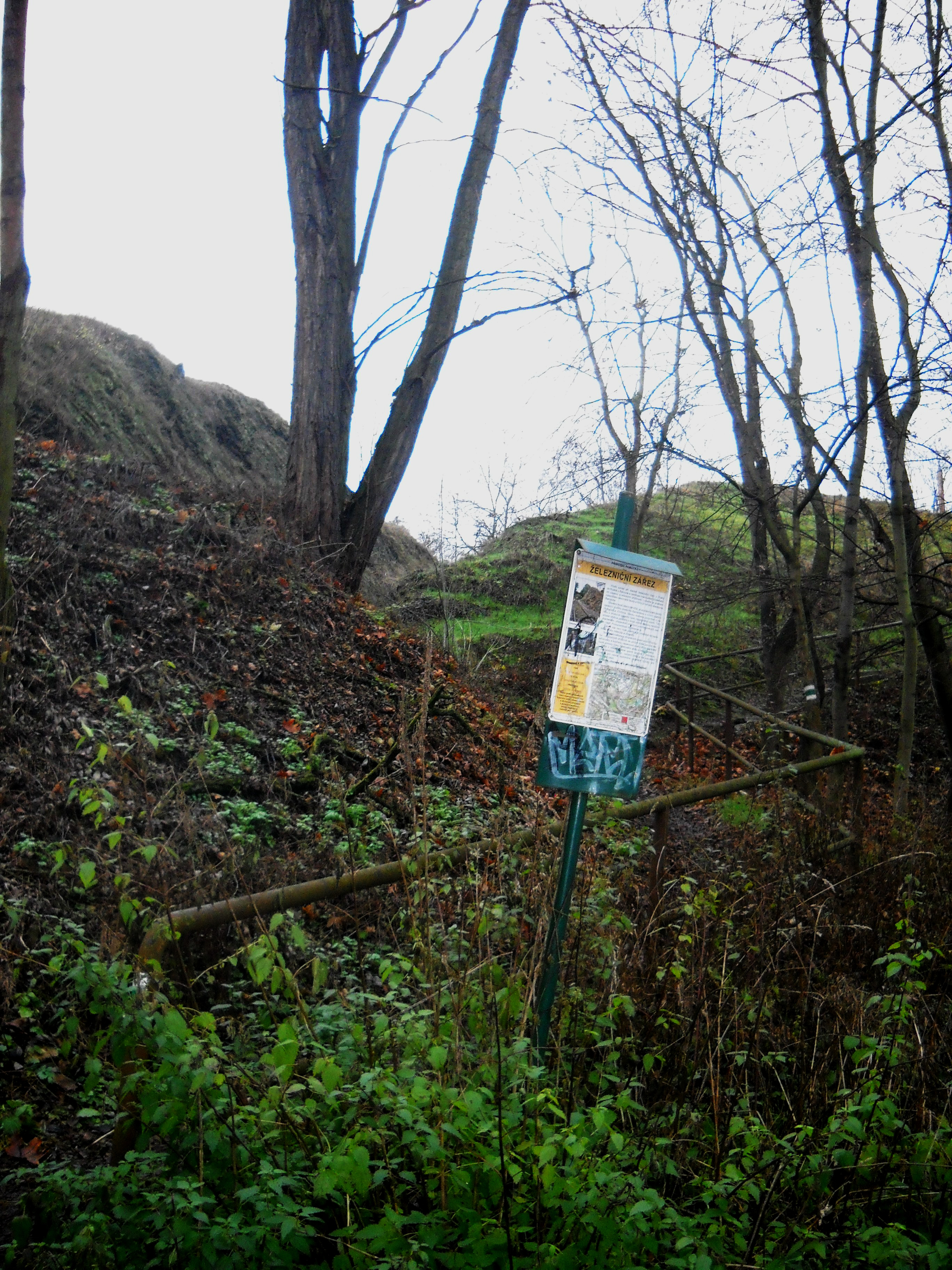
Pohled na přístupovou cestu s informační tabulí o přírodní památce

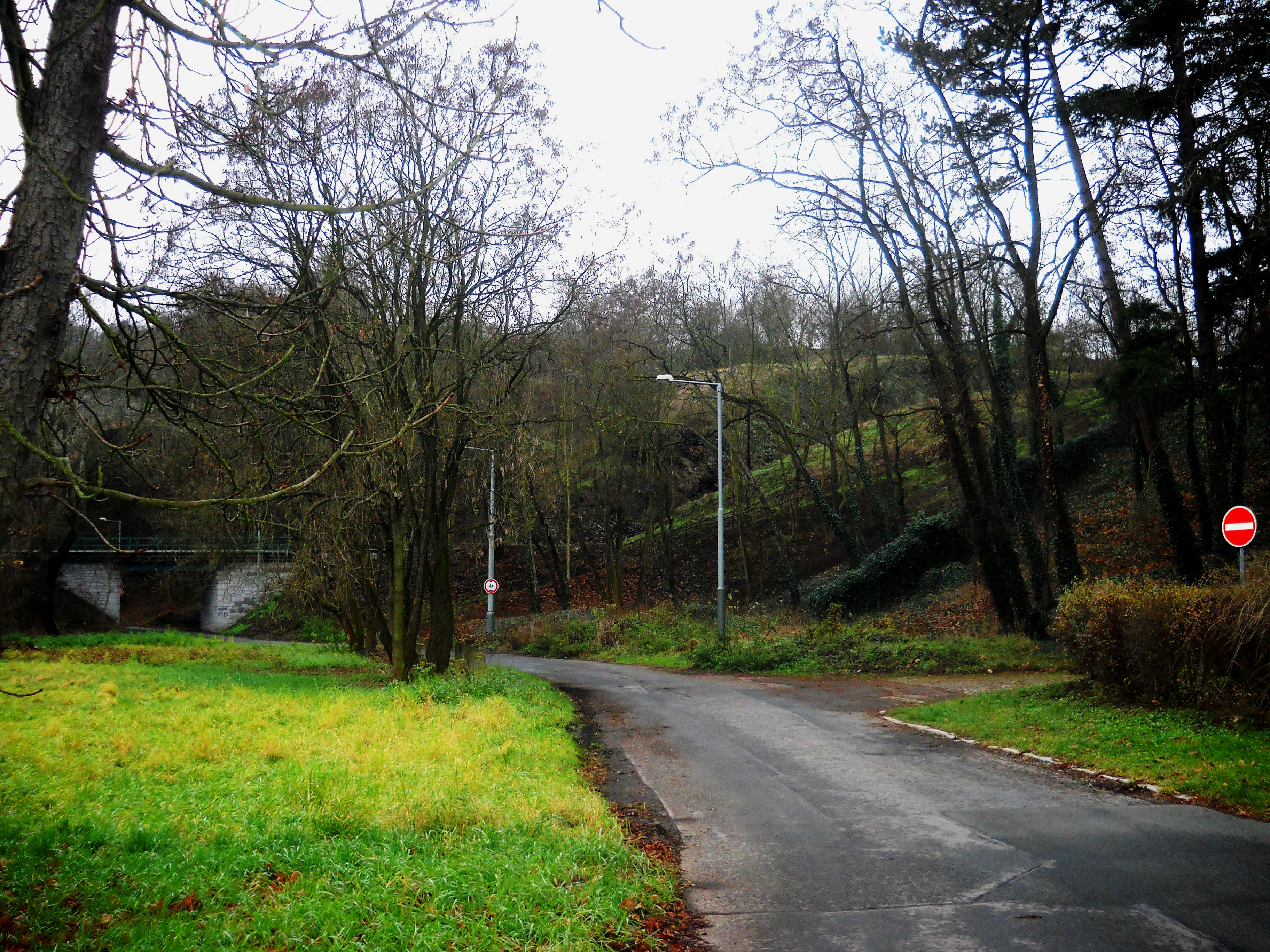
Cesta k přírodní památce od zastávky autobusu č. 120 Michnovka

Při návštěvě této přírodní památky je kvůli jejímu umístění třeba dbát zvýšené opatrnosti. Trať je stále funkční a nedoporučuje se na ní delší dobu pohybovat, ač právě v jejím těsném okolí můžeme najít zajímavé geologické nálezy již během chvilky hledání v napadané suti. K zářezu trati je přístup nejlepší od autobusové zastávky Michnovka, nebo 300 m procházkou od zastávky Hlubočepská, případně ji zařadit jako jednu z lokalit při geologických vycházkách k Barrandovským skalám a do přilehlého okolí. Od silnice i nedaleké zástavby je sem velmi dobrý přístup, a to jak k zářezu trati, tak poté na skalní vrcholky s porostem trávníků. Je odsud také krásný výhled na tzv. Pražský Semmering, který je součástí křížení tratí v ochranném pásmu chráněného území.

## Ohrožení a postupy ochrany
Významné geologické úkazy i společenstva jsou zde nejvíce ohrožena zarůstáním dřevinami a liánami. V Plánu péče o přírodní památku Železniční zářez se jako možné postupy ochrany uvádí postupné odstraňování především nepůvodních druhů dřevin, 2× do roka pravidelné kosení asi dvou třetin plochy pro udržení xerotermních trávníků a zároveň přežívání hmyzu a nadále mechanické odstranění či použití herbicidů na liánovitou vegetaci porůstající skalní profil. Dalším problémem je frekventovaná silnice protínající západní část ochranného pásma a častý pohyb osob, které si tudy zkracují cestu mezi silnicí a zástavbou. Nedá se opominout ani vliv těsně přiléhajícího sportoviště na severní straně území.